# ГЕС Бергефорсен
ГЕС Бергефорсен — гідроелектростанція у центральній частині Швеції. Знаходячись після ГЕС Jarkvissle, становить нижній ступінь на одній із найважливіших річок країни Індальсельвен. За потужністю є другою в цьому каскаді, поступаючись лише ГЕС Кронгеде.
У межах проєкту річку перекрили земляною греблею висотою 35 метрів та довжиною близько 400 метрів. Вона включає три шлюзи, розраховані на перепуск надлишкової води, та інтегрований у неї машинний зал. На початку 2010-х років ліворуч від греблі проклали додатковий канал для скидання води довжиною близько 0,3 км.
Основне обладнання станції складають чотири турбіни типу Каплан, які станом на середину 2010-х років мають загальну потужність 166 МВт. Це обладнання працює при напорі у 23 метри та повинне забезпечувати виробництво 735 млн кВт·год електроенергії на рік.